# FC Forlì
Football Club Forlì, zkráceně jen Forlì je italský klub hrající v sezoně 2024/25 4. italskou fotbalovou ligu, sídlící ve městě Forlì v regionu Emilia-Romagna.

## Změny názvu klubu
- 1919/20 – 1926/27 – US Forti e Liberi (Unione Sportiva Forti e Liberi)
- 1927/28 – 1944/45 – AS Forlì (Associazione Sportiva Forlì)
- 1945/46 – 1949/50 – US Forti e Liberi (Unione Sportiva Forti e Liberi)
- 1950/51 – 1982/83 – AC Forlì (Associazione Calcio Forlì)
- 1983/84 – 2001/02 – Calcio Forlì (Calcio Forlì)
- 2002/03 – 2005/06 – AC Forlì (Associazione Calcio Forlì)
- 2006/07 – Nuovo Forlì 1919 (Nuovo Forlì 1919)
- 2007/08 – FC Forlì (Football Club Forlì)

## Získané trofeje

### Vyhrané domácí soutěže
- 4. italská liga (2x)

1967/68, 1976/77

## Účast v ligách
| Úroveň soutěže | Název soutěže (nynější název) | První hraná sezona | Poslední hraná sezona | celkem odehraných sezon |
| -------------- | ----------------------------- | ------------------ | --------------------- | ----------------------- |
| 2              | Serie B                       | 1946/47            | 1946/47               | 1                       |
| 3              | Serie C                       | 1927/28            | 2016/17               | 35                      |
| 4              | Serie D                       | 1926/27            | 2024/25               | 32                      |
| 5              | Eccellenza                    | 1997/98            | 2011/12               | 5                       |

## Trenéři

### Známí trenéři v klubu
- Renzo Burini (1962–1963)
- Gastone Bean (1974–1975)